# Blake (groupe)
 (septembre 2022).
Le contenu est difficilement compréhensible vu les erreurs de traduction, qui sont peut-être dues à l'utilisation d'un logiciel de traduction automatique.
 (septembre 2022).
 (mars 2012).
Si vous disposez d'ouvrages ou d'articles de référence ou si vous connaissez des sites web de qualité traitant du thème abordé ici, merci de compléter l'article en donnant les références utiles à sa vérifiabilité et en les liant à la section « Notes et références ».
Pour les articles homonymes, voir Blake.
Blake est un quatuor britannique de musique de genre crossover classique fondé en 2007, dont plusieurs albums ont été nommés aux Classic BRIT Awards. Le groupe s'est par ailleurs produit à la télévision et en ouverture de grands événements sportifs.

## Histoire

### Formation
Le quatuor s'est formé quand deux amis d'école Jules Knight et Ollie Baines ont contacté sur Facebook deux autres étudiants : Dominic Tighe qui a étudié avec Jules Knight à Central School[Quoi ?] et qui l'a vu chanter au Old Vic, et Stephen Bowman qui a étudié avec Ollie Baines au Guildhall. Baines a organisé une répétition au Guildhall et, après avoir travaillé sur quelques harmonies réussies, ils ont séduit les participants d'une fête avec leur arrangement de Moon River.
Le quatuor est alors entré en contact avec Daniel Glatman, l'ancien patron du boys band Blue, arrangeur du Fron Male Voice Choir[réf. nécessaire], par l'intermédiaire de Facebook une nouvelle fois. Après une audition, Glatman a accepté de devenir le gérant du groupe. En peu de temps et à la suite d'une guerre d'enchères intense, il a négocié un contrat d'un million d'euros pour cinq albums avec Universal Classics Jazz.[réf. nécessaire]
Les membres du groupe ont choisi le nom « Blake » en hommage au poète William Blake, dont ils admirent la soif incomparable pour l'innovation[citation nécessaire] ; 2007 étant d'ailleurs le 250e anniversaire de la naissance du poète.

### Carrière
Ils ont chanté pour la fête du 70e anniversaire de Shirley Bassey, et donné un concert devant 80 000 fans de football au stade de Wembley. Durant l'été 2007, leur version de Swing Low a été choisie comme hymne officiel de l'équipe d'Angleterre de rugby à XV pour la Coupe du monde de rugby à XV 2007. Ils ont été invité à l'ouverture de la Melbourne Cup de 2008 en Australie et supporté Katherine Jenkins pour sa tournée en Angleterre. Lors de l'édition 2007 de Children in Need, le groupe a de plus interprété God Only Knows.
En novembre 2007, parait leur premier album nommé Blake qui contient des reprises de chansons populaires ainsi que des thèmes de films. Cet album a pour but de créer un son crossover entre le classique et le pop dans un interêt plus commercial. L'année qui suit la sortie de cet album, le groupe remporte le prix de "l'Album de l'Année" du Classic BRIT Awards. En septembre 2008, le groupe sort son deuxième album And So It Goes qui contient plus d'arrangements pop que le premier ainsi qu'un negro spiritual et l'Intermezzo du Cavalleria rusticana.
En février 2009, le baryton Dominic Tighe a annoncé qu'il quittait le groupe, peu avant leur tournée Maiden[Quoi ?], pour reprendre sa carrière d'acteur. Le groupe a utilisé Twitter pour recruter un nouveau membre. Après deux semaines, et l'intérêt de 55 000 abonnés, Humphrey Berney (plus connu comme « Barney ») a rejoint le groupe. L'aspect physique du quatuor constitue une partie importante du groupe. Le membre fondateur Jules Knight a dit, « Nous avions quelques personnes qui ressemblaient à Paul Potts, un ou deux qui avaient 75 ans et mêmes quelques filles, mais Barney est super et les choses marchent bien. »[réf. nécessaire]
Le nouveau quatuor, comprenant Ollie Baines, Humphrey Berney, Jules Knight et Stephen Bowman, a effectué sa première tournée d'Angleterre supportée par Natasha Marsh au printemps 2009. Le groupe qui gagne encore en popularité[réf. nécessaire] réalise son troisième album studio, Together, qui sort le 12 octobre 2009 au sein de leur propre label Blake Records.
Bien que beaucoup de leur performances en live ont été lors d'évènements sportifs - plus particulièrement le chant de l'hymne de la coupe du monde de Rugby en 2007, de multiples apparences aux stades de Twickenham et Wembley et l'ouverture de Wimbledon Centre Court en 2009 - Blake s'est fait un nom en chantant régulièrement pour les organisations caritatives; telles que celles contre le cancer Marie Curie, Cancer Research UK, et la British Heart Foundation, mais aussi les Forces Charity tels que Help for Heroes, la Royal British Legion et la Army Benevolent Fund. Blake réalisa en 2010 la chanson Beautiful Earth comme l'hymne de WWF pour la Earth Hour.

## Membres actuels

### Oliver Baines
Oliver (« Ollie ») Baines (ténor), est né le 23 novembre 1982 à Oxford. Il reçut une formation de musique classique dès l'âge de huit ans comme choriste à la fois à New College et à Winchester Cathedral. Il étudia au New College School, une école publique dans Oxford avec laquelle il gagna une bourse d'études de chorale. Il poursuivi ses études au Marlborough College dans la market town de Marlborough, dans le Wiltshire. Il a été membre de The National Youth Choirs of Great Britain de 1999 à 2005. En plus de sa formation de choriste, Baines a appris à jouer du cor d'harmonie, de la trompette et du piano, jouant dans plusieurs orchestres. Il obtint un diplôme en musique et technologie musicale. À l'université il chantait avec des chorales de Magdalene College et Trinity College (Cambridge) ; avant de suivre des cours au British Institute of Florence et le Guildhall School of Music and Drama. Il a pendant ces années été tuteur de mathématiques et d'anglais.

### Humphrey Berney
Humphrey "Barney" Berney (ténor), né Humphrey Barney le 26 juillet 1980, est un chanteur d'opéra de formation classique : il a été recruté sur Twitter et rejoint le groupe en février 2009 pour remplacer Dominic Tighe.
Berney a fait ses études à Taverham Hall School (en), une école indépendante de Norwich, dans l'est de l'Angleterre ; puis à Gresham's School, une école indépendante de Holt (aussi dans le comté du Norfolk). Il a complété sa formation à la Royal Academy of Music en 2005. Il a chanté de l'opéra dans toute l'Europe. Il endossa les rôles dont Macheath dans The Beggar's Opera, (l'Opéra du gueux en français), Alfred dans La Chauve-Souris et Monostatos dans La Flûte enchantée pour le Festival de Glyndebourne et Garsington Opera. Berney est aussi apparu dans le cinéma avec l'opéra View from the Moon à la télévision britannique sur la Channel 4. Son premier enregistrement date de 2007 avec l'album Treasure d'Hayley Westenra (2007).

### Stephen Bowman
Stephen Bowman (baryton-basse), né le 22 août 1980 à Bath. Il y a étudié à St. Stephen's Church of England Primary School, une école assistée par des bénévoles, suivie de Prior Park College, une école publique Catholique Romaine toujours dans la même ville. Il a gagné une place convoitée à la Guildhall School of Music and Drama à l'âge de 17 ans seulement.
Il est le fils d'une mère anglaise formée à l'Opéra et d'un père Allemand ex-guitariste de groupe de rock. Bien que proclamant à l'âge de cinq ans à des amis de la famille qu'il voulait être une 'rockstar' quand il serait grand, il a fallu attendre la fin de son adolescence pour qu'il découvre qu'il pouvait réellement chanter. Sans aucune formation vocale classique, Stephen a commencé à jouer avec des groupes indie et jazz à Bath, avant d'être convaincu de recevoir une formation vers une audition pour la Guildhall School of Music and Drama. À dix-sept ans, Stephen devient le plus jeune baryton à remporter une place à cette prestigieuse université. Après trois ans d'études du chant classique et de musique électronique à Guildhall, il est parti pour poursuivre une carrière en vente et marketing, avec un certain nombre d'entreprises de technologie internationales. Il écrivait en parallèle, les matins dans son studio avec des amis dans le groupe Tears for Fears, de la musique. Stephen a complété ses chansons de son premier album studio intitulé Bamboo Haze, lors de l'été 2004. L'album a reçu un grand intérêt venant de labels indépendants et a donné à Stephen sa première entrée dans l'industrie musicale au Royaume-Uni. Pendant son temps libre Stephen est un vif motocycliste, skieur et snowboarder.

### Jules Knight
Julian (« Jules ») Knight (baryton), aussi connu comme Julian Kaye, est né le 22 septembre 1981 en Suisse, cadet d'une famille de quatre enfants. Il a été choriste à Winchester Cathedral Choir dès l'âge de sept ans, et a étudié à l'école publique The Pilgrims' School. Après une tournée mondiale avec la Cathedral Choir et l'enregistrement de plusieurs albums avant ses quatorze ans, Knight a gagné une bourse d'études de chorale à Eastbourne College, puis à Wells Cathedral School. À Eastbourne, il a développé une passion pour l'interprétation, et en particulier, la comédie musicale. Après avoir terminé son master en histoire de l'art à l'université de St Andrews, Knight continua ses études en se spécialisant dans l'interprétation d'écran à la Central School of Speech and Drama. Il connait un succès comme chanteur et continue de travailleren tant qu'acteur, top modèle et présentateur TV.

## Ancien membre

### Dominic Tighe
Dominic Tighe (baryton), né le 20 avril 1983 dans le comté de Devon, est un chanteur et acteur. Il a fait ses études à Newton Ferrers Primary School dans la ville anglaise de Plymouth, et est devenu un choriste à la Buckfast Abbey School à Buckfastleigh, suivie de la Downside School (une école indépendante à Stratton-on-the-Fosse), où il a enregistré trois albums à l'abbaye de Downside. Il a chanté à la célébration du 80e anniversaire privé de la reine, aussi pour le prince Edward et Nelson Mandela. Il a été membre du National Youth Theatre pendant sept ans avant d'étudier à la Central School of Music and Drama. Après avoir été diplômé, Tighe a joué avec Alan Ayckbourn, Edward Hall et Kevin Spacey, et beaucoup d'autres. Il a participé à l'enregistrement du premier album de Blake juste après une tournée mondiale avec l'Old Vic.
En 2009, Tighe a annoncé qu'il quittait le groupe pour se consacrer à sa carrière d'acteur. En 2010, il apparaît dans le Aspects of Love de Trevor Nunn à la Menier Chocolate Factory (en).

## Discographie

### Blake
Albums de Blake
And So It Goes
(2008)
À la suite de nombreuses apparitions à la télévision et chantant dans des lieux aussi divers que le stade de Twickenham et la gare de Londres-Waterloo, le groupe a été entraîné dans un « tourbillon d'attention du public »[réf. nécessaire]. Des célébrités telles que Keira Knightley, Will Smith, Ewan McGregor ont tous proclamé leur soutien au groupe, et Hans Zimmer leur a demandé de chanter sur la bande-son de la suite du film Da Vinci Code et Anges et Démons, après avoir entendu leur arrangement des musiques de la bande originale de Gladiator.
Leur premier album a été publié le 5 novembre 2007. Il arrive immédiatement au sommet des charts Britanniques de l'Album Classique et atteint le top 20 des charts de l'album pop britannique.[réf. nécessaire] La « brillante fusion »[réf. nécessaire] du classique et de la pop, tant entendu dans les arrangements du single God Only Knows des Beach Boys', des musiques de Gladiator, de 1492 : Christophe Colomb et plusieurs enregistrements classiques favoris avec le Royal Philharmonic Orchestra. L'album se trouve dans les « Gold » pendant trois semaines et début 2008, il est même nommé « Album de l'année » pour le Classical BRIT Award. C'est alors la deuxième fois en neuf ans que le prix du meilleur album est remporté par un premier album, à la suite des votes des auditeurs de la Classic FM.
| No  | Titre                                    | Durée |
| --- | ---------------------------------------- | ----- |
| 1.  | Yo Te Voy Amar (I'll Make Love To You)   |       |
| 2.  | In Paradisium (Gladiator)                |       |
| 3.  | Moon River                               |       |
| 4.  | 1492 Conquest of Paradise                |       |
| 5.  | God Only Knows                           |       |
| 6.  | I Knew I Loved You (Deborah's Theme)     |       |
| 7.  | Hallelujah                               |       |
| 8.  | Ashokan Farewell                         |       |
| 9.  | Celebration                              |       |
| 10. | Vide Cor Meum                            |       |
| 11. | Swing Low Sweet Chariot                  |       |
| 12. | E Sara Cosi                              |       |
| 13. | Jerusalem                                |       |
| 14. | Toglimi Il Respiro (Take My Breath Away) |       |
| 15. | In the Bleak Midwinter (bonus)           |       |

### And So It Goes
Albums de Blake
Blake
(2007) Together
(2009)
Le second album de Blake contient une gamme plus large de matériel que le premier. Il n'y a pas d'arrangements de musique de film cette fois, mais des pistes de Chasing Cars par Snow Patrol, par le biais des arrangements de Santa Maria de l'opéra Cavalleria Rusticana et un negro spiritual avec Steal Away. Knight a expliqué que l'album avait "un son différent, c'est plus contemporain, plus pop-py. Associer à la fois sons Classiques et sons Pops est une combinaison gagnante, et nous l'avons pris bien plus loin sur cet album."[réf. nécessaire]
| No  | Titre                                                           | Durée |
| --- | --------------------------------------------------------------- | ----- |
| 1.  | Look to the Mountains                                           |       |
| 2.  | And So It Goes                                                  |       |
| 3.  | Chasing Cars                                                    |       |
| 4.  | Wild Mountain Thyme                                             |       |
| 5.  | Because We Believe                                              |       |
| 6.  | Up Where We Belong                                              |       |
| 7.  | Steal Away                                                      |       |
| 8.  | Heaven Can Wait                                                 |       |
| 9.  | Closest Thing to Crazy                                          |       |
| 10. | Fantasia Prelude                                                |       |
| 11. | Nella Fantasia                                                  |       |
| 12. | Time to Say Goodbye                                             |       |
| 13. | Sancta Maria (Intermezzo from Cavalleria Rusticana by Mascagni) |       |

### Together
Albums de Blake
And So It Goes
(2008)
Le troisième album, Together, le premier à inclure Barney, a été publié le 12 octobre 2009. L'album contient à nouveau des pistes de plusieurs genres[Lesquels ?]. L'album a été enregistré avec l'orchestre philharmonique de Prague avec l'arrangeur Paul Bateman, une fois de plus produit par Nick Patrick et Adrian Munsey. L'album a été nommé pour "l'Album de l'année" au 2010 Classical BRITs. L'album a été publié avec le label indépendant du groupe, Blake Records, distribué par EMI Label Services.
| No  | Titre | Durée |
| --- | --- | ----- |
| 1.  | With or Without You – U2 |       |
| 2.  | Bring Him Home (Les Misérables)                                                                                             |       |
| 3.  | Bridge over Troubled Water – Paul Simon                                                                                     |       |
| 4.  | Abide with me |       |
| 5.  | La Califfa – Ennio Morricone                                                                                                |       |
| 6.  | She – Charles Aznavour (featuring Julian Smith, saxophone)                                                                  |       |
| 7.  | I Vow to Thee, My Country – Gustav Holst                                                                                    |       |
| 8.  | She Was Beautiful (Cavatina) – Stanley Myers                                                                                |       |
| 9.  | Ave Maria – Bach/Gounod |       |
| 10. | Nessun Dorma (Turandot) – Giacomo Puccini                                                                                   |       |
| 11. | Unsung Hero – Denise Rich (avec Caroline Redman Lusher)                                                                     |       |
| 12. | Titans - Vangelis |       |
| 13. | When a Child Is Born" – Johnny Mathis (Christmas bonus track)                                                               |       |
| 14. | Here's to the Heroes - John Barry (Band of Brothers theme) (bonus Édition Spéciale (remixée et remastérisée), 22 Mars 2010) |       |
| 15. | Voice of an Angel (bonus Édition Spéciale (remixée et remastérisée), 22 Mars 2010)                                          |       |
| 16. | Beautiful Earth (bonus Édition Spéciale (remixée et remastérisée), 22 Mars 2010)                                            |       |